# Marek Radziwon
Marek Konrad Radziwon (ur. 20 września 1970 w Warszawie) – polski krytyk teatralny i literacki, menedżer kultury, historyk, tłumacz z języka rosyjskiego. Dyrektor Instytutu Polskiego w Moskwie (2009–2014), prezes Polskiego PEN Club (2022–2025), konsul generalny RP we Lwowie (od 2025).

## Życiorys
Marek Radziwon ukończył VII Liceum Ogólnokształcące im. Juliusza Słowackiego w Warszawie oraz studia na Wydziale Wiedzy o Teatrze Państwowej Wyższej Szkoły Teatralnej w Warszawie. W 2010 uzyskał doktorat z nauk humanistycznych w dyscyplinie historia w Instytucie Historii Polskiej Akademii Nauk na podstawie napisanej pod kierunkiem Jerzego Wojciecha Borejszy pracy Biografia polityczna Jarosława Iwaszkiewicza. Próba syntezy. Zajmuje się najnowszą historią Rosji i ZSRS.
W latach 1994–2000 redaktor miesięcznika „Dialog”. W 2000 rozpoczął pracę w Bibliotece Narodowej jako redaktor i zastępca redaktora naczelnego. Był także ekspertem Instytutu Adama Mickiewicza oraz kierownikiem literackim Teatru Polskiego w Poznaniu. Od września 2009 do 2014 był dyrektorem Instytutu Polskiego w Moskwie w stopniu I radcy. W latach 2016–2018 adiunkt w Instytucie Europy Środkowo-Wschodniej w Lublinie. Od lutego 2019 adiunkt badawczo-dydaktyczny w Studium Europy Wschodniej Uniwersytetu Warszawskiego. W maju 2025 został konsulem generalnym RP we Lwowie.
Publikuje m.in. w „Gazecie Wyborczej”, „Dialogu”, „Teatrze”, „Więzi”. Członek zarządu Polskiego PEN Club w kadencji 2020–2024, w kadencji 2022–2026 jego prezes. Sekretarz Nagrody Literackiej „Nike”. Członek Rady Programowej Międzynarodowego Festiwalu Literackiego im. Czesława Miłosza oraz Polsko-Rosyjskiej Grupy do Spraw Trudnych. W 2011 nominowany do Nagrody Historycznej im. Kazimierza Moczarskiego za książkę Iwaszkiewicz. Pisarz po katastrofie.
Marek Radziwon gra na saksofonie. Pojawiał się m.in. na płytach „Oczekiwanie” Lidii Jazgar (1992), „Freedom” zespołu Top One (1995) czy w filmie „Gry uliczne” (1996).

## Publikacje książkowe
- Marek Radziwon: Iwaszkiewicz: pisarz po katastrofie. Warszawa: Wydawnictwo W.A.B., 2010, s. 578. ISBN 978-83-7414-776-7.
- Marek Radziwon: Wstyd było milczeć: świadectwa radzieckich dysydentów. Kraków ; Warszawa: Instytut Książki, 2013, s. 389. ISBN 978-83-61005-13-1.
- Marek Radziwon: Żyliśmy jak ludzie wolni: rozmowa z Siergiejem Kowalowem. Wołowiec: Wydawnictwo Czarne, 2017, s. 364. ISBN 978-83-8049-582-1.

Tłumaczenia
- Słoń Beniamin kucharz. Marek Radziwon (tłum.). Warszawa: Egmont Polska, 1995, s. 42. ISBN 83-7123-235-7.
- Michaił Chodorkowski: Portrety z łagru. Agnieszka Sowińska, Marek Radziwon (tłum.). Warszawa: Egmont Polska, 2014, s. 150. ISBN 83-7123-235-7.
- Lew Tołstoj, Kłamstwo patriotyzmu, Marek Radziwon (tłum.), Warszawa: Wydawnictwo Agora, 2023, s. 246, ISBN 978-83-268-4325-9.